# Вильмесан, Ипполит де
Жан Ипполит Огюст Делоне де Вильмесан  (фр. Jean Hippolyte Auguste Delaunay de Villemessant; 22 апреля 1810 года, Руан — 12 апреля 1879 года, Монте-Карло) — французский журналист; собственник и издатель газеты «Фигаро» (1854-79 гг.).

## Биография
Не получив серьёзного образования, сначала занялся галантерейной торговлей в провинции, но, разорившись, явился в Париж, где со свойственной ему предприимчивостью и энергией занялся журналистикой и издательством, начав с журнала мод «Sylphide». Сойдясь с легитимистами, Вильмесан в 1848—1852 гг. основал листки «Lampion», «La Bouche de fer», «Chronique de Paris», в которых выступал против республиканского правительства.
Государственный переворот 2 декабря 1851 года и наступивший за ним режим, заставивший замолчать свободную печать, открыл перед Вильмесаном новое широкое поприще. Смелый, опытный, одарённый нюхом парижской жизни и в достаточной степени свободный от нравственных принципов, он задумал издавать газету, которая соответствовала бы новому общественному настроению. Для этого он приобрёл в апреле 1854 года еженедельник «Фигаро». Никто не умел так быстро подхватывать все скандальное и пикантное в парижской жизни и в самом занимательном изложении делать это общим достоянием читающей публики. Успех издания был чрезвычайный; из еженедельного журнала оно скоро выросло в большую ежедневную газету. Правительство, стесняя политическую печать, смотрело сквозь пальцы на непрерывный ряд диффамаций и клевет, которыми наполнялись столбцы «Фигаро», видя в нем развлечение для беспокойных парижан. Ряд дуэлей и публичных побоев не охладил пылкого издателя, который, только на короткое время уступив редакцию Вильмо и Жувену, продолжал оставаться душой издания.
В последние годы Второй империи, когда оппозиция и общее недовольство в стране усилились, Вильмесан поручил одному из главных сотрудников газеты, Анри Рошфору, выступить против тех же политических деятелей, за которых он недавно стоял горой. Это, однако, не помешало Вильмесану несколько позже стать горячим защитником Оливье.
После франко-прусской войны сделался партизаном монархической реакции, ездил на поклонение к графу Шамбору, но искренности его легитимизма не верили даже сами монархисты; один из легитимистских журналов метко приравнял роялизм Вильмесана барабану, который своей пустотой издаёт звук, — но от ветхости барабана звук делается слабым. Когда-то столь же презираемый, как популярный, Вильмесан в последние годы только путём эксцентричных выходок и сенсационных статей мог вызывать к себе некоторое общественное внимание. Он умер в 1879 году, оставив большое состояние.

## Издания

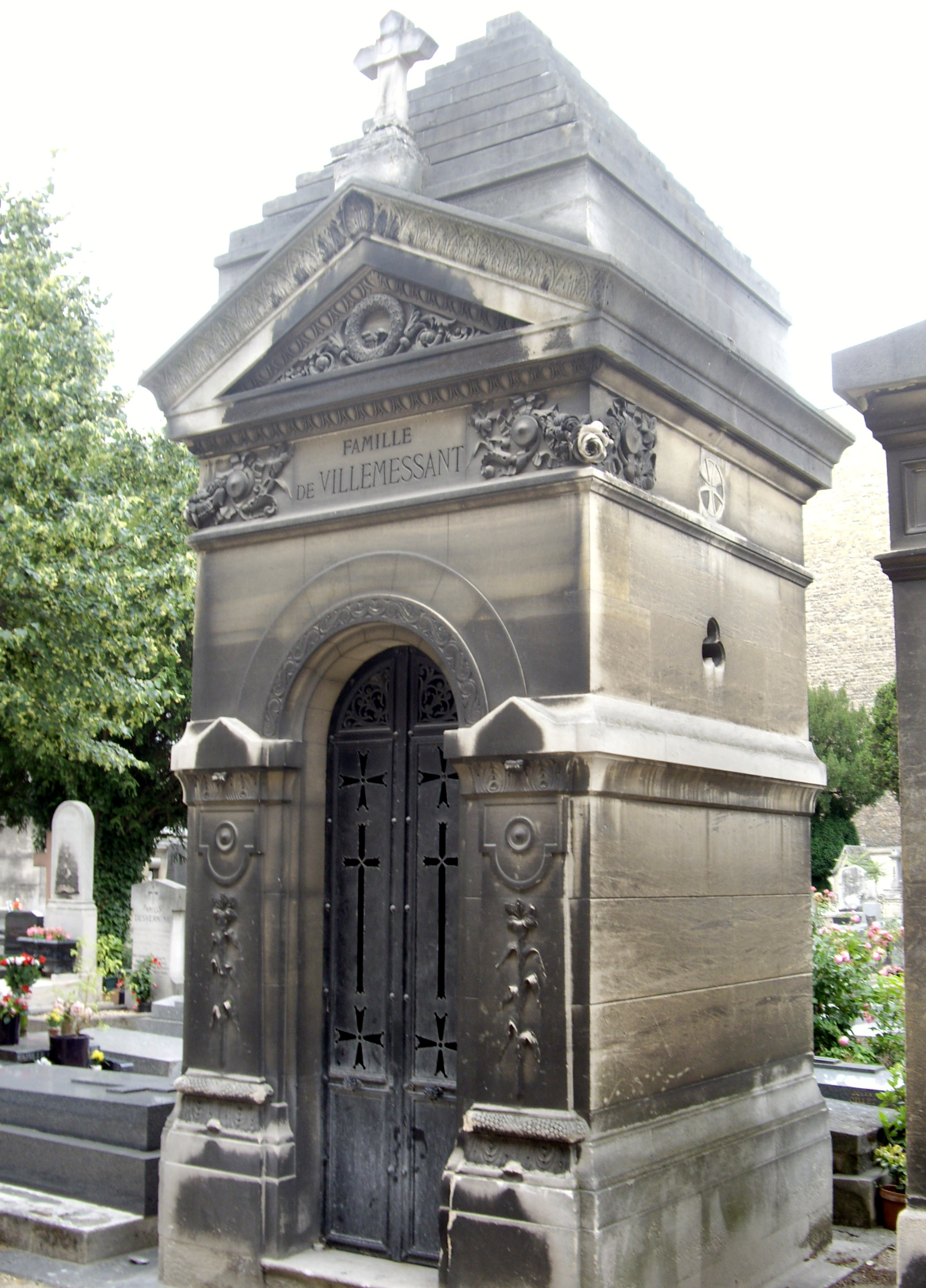
Склеп Вильмесана на кладбище Отой в 16-м округе Парижа

Кроме «Фигаро», Вильмесан в разное время издавал «Gazette de Paris», «Gazette rose», «Paris Magazin», «Evénement» (1865) и др.
- «Mémoires d’un journaliste» (1876—78).